# Петар Косовић
Петар Косовић (1875 — 1948) био је српски историчар и просветни радник, професор и директор Пљеваљске гимназије, Битољске гимназије.

## Биографија
Петар Косовић рођен је у Жупи Никшићкој. Гимназију је учио у Ваљеву и Шапцу, где је матурирао 1893. Године 1899. дипломирао је на Географско-историјском одсеку Велике школе у Београду. По завршетку студија био је суплент и професор и вршилац дужности директора у Српске гимназије у Скопљу гимназије 1899-1907. Једно време, 1906/1907. био је управник Женске учитељске школе у Скопљу, а затим 1897-1911. директор Пљеваљске гимназије. 1911-1912. био је професор историје и директор у Српској битољској гимназији. учествовао је у Балканским ратовима, да би се 1913-1914. вратио на дужност директора гимназије у Битољ, да би непосредно пред први светски рат био премештен у Београд. По завршетку Првог светског рата кратко је службовао у Београду, да би поново постао директор битољске гимназије и просветни инспектор за битољску област. Пензионисан је 1928. По пензионисању живео је у месту Трнову код Битоља, те се 1935. кандидовао на изборима и изабран за народног посланика на листи Народне радикалне странке.